# Vincenzo D’Amico
Vincenzo D’Amico (Latina, 1954. november 5. – Róma, 2023. július 1.) olasz labdarúgó, középpályás, edző.

## Pályafutása

### Klubcsapatban
1971 és 1980 között az SS Lazio, 1980–81-ben a Torino FC, 1981 és 1986 között ismét a Lazio labdarúgója volt. Tagja volt az 1973–74-es idényben bajnok római csapatnak. 1986 és 1988 között a Ternana együttesében fejezte be az aktív labdarúgást.

### A válogatottban
1972–73-ban tíz alkalommal szerepelt az olasz U18-as, 1973-ban egy alkalommal az U23-as válogatottban. 1974–75-ben hét alkalommal játszott az olasz B-válogatottban egy gólt szerzett.

### Edzőként
Az SS Lazio ifjúsági csapatainál dolgozott edzőként.

## Sikerei, díjai
SS Lazio
- Olasz bajnokság (Serie A)
  - bajnok: 1973–74